# 25日
25日（にじゅうごにち）は、暦上の各月における25日目である。
各月の25日については下記を参照。
- 1月25日 - 1月25日 (旧暦)
- 2月25日 - 2月25日 (旧暦)
- 3月25日 - 3月25日 (旧暦)
- 4月25日 - 4月25日 (旧暦)
- 5月25日 - 5月25日 (旧暦)
- 6月25日 - 6月25日 (旧暦)
- 7月25日 - 7月25日 (旧暦)
- 8月25日 - 8月25日 (旧暦)
- 9月25日 - 9月25日 (旧暦)
- 10月25日 - 10月25日 (旧暦)
- 11月25日 - 11月25日 (旧暦)
- 12月25日 - 12月25日 (旧暦)

## 記念日・年中行事
- 五十日（ 日本） ※5か0のつく日および月末
- 天神の縁日（ 日本）